# Dismorphia mirandola
Dismorphia mirandola (Hewitson, 1876)  è un lepidottero diurno appartenente alla famiglia Pieridae, presente in Ecuador e Colombia.

## Sottospecie
Sono riconosciute le seguenti sottospecie:
- Dismorphia mirandola mirandola (Ecuador)
- Dismorphia mirandola discolore Weymer, 1891 (Colombia)